# Белохвостый монал
Белохвостый монал (лат. Lophophorus sclateri) — вид птиц семейства фазановых. Научное название дано в честь британского зоолога Филипа Латли Склейтера.

## Описание
Самец белохвостого монала достигает длины 68 см. Нижняя сторона пурпурно-зелёная с переливами. Затылок медного цвета, а горло фиолетово-чёрного цвета. На макушке головы короткие, курчавые, с сине-зелёным отблеском перья. Клюв бело-серого цвета. Спина, гузка и подхвостье белые. Перья хвоста белые с каштаново-коричневой лентой посередине. Самка длиной 63 см. У неё отсутствует гребень. Подбородок и горло белые. Перья на спине и плечах коричневые. Нижняя сторона бледно-коричневая с бледно жёлто-коричневой волнообразной каймой. Клюв светло-жёлтый. Белый хвост имеет 6 или 7 коричневых лент. Кожа лица голубая у обоих полов, лапы светло-зеленоватые, радужная оболочка тёмно-коричневого цвета.

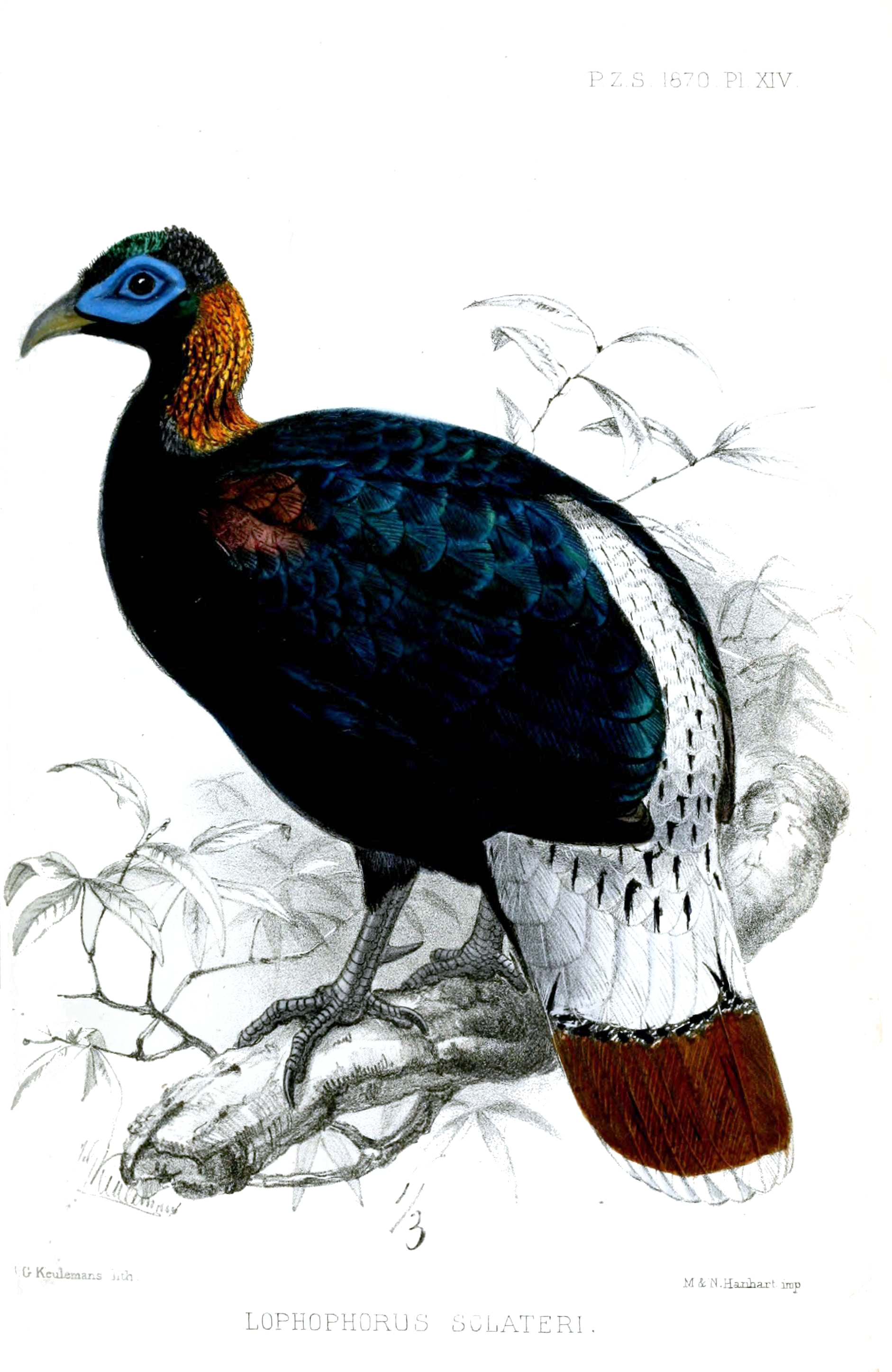
Самец
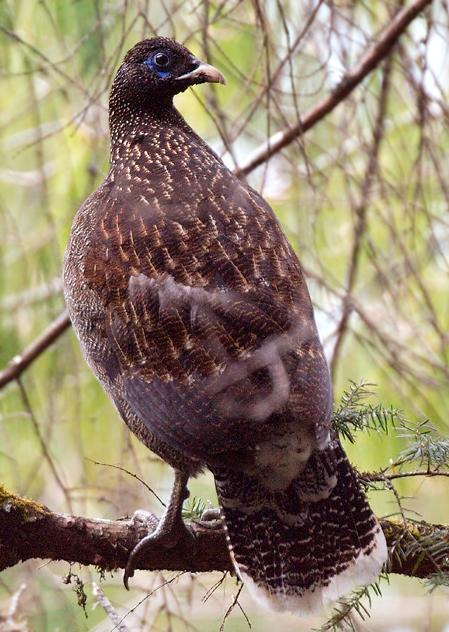
Самка

## Распространение
Белохвостый монал распространён от Аруначал-Прадеш в Индии на восток к северной Мьянме до юго-восточного Тибета и западного Юньнань в Китае.

## Местообитание
Белохвостый монал населяет хвойные леса с бамбуковым подлеском, субальпийские зоны, поросшие рододендроном, азалией, кизильником, можжевельником, открытые луга, а также скалистые местности. Летом он обитает на высоте от 3 000 до 4 200 м над уровнем моря. Зимой он спускается вплоть до 2 000 м.

## Образ жизни
Белохвостый монал живёт парами в течение весеннего гнездового сезона, зимой очень общителен. О поведении в период гнездования известно мало. Кладки яиц были найдены в апреле, мае и июне. Также мало известно о привычках питания. Наряду с семенами птичьего горца и головками чертополоха может питаться корневищем папоротников, листьями бамбука, а также клубнями ариземы (Arisaema).

## Угрозы
Вырубка леса и чрезмерная охота представляют самую большую угрозу для белохвостого монала. На него охотятся из-за его вкусного мяса, а из его белых хвостовых перьев в Индии делают веера и орнаменты. Жизненное пространство в Китае ограничено из-за выкорчёвки леса. Белохвостый монал включён в Приложение I Конвенции по международной торговле вымирающими видами дикой фауны и флоры. Популяция насчитывает по оценке BirdLife International от 2 500 до 10 000 особей.

## Подвиды
У обнаруженного в 2004 году в Аруначал-Прадеш (Индия) подвида L. s. arunachalensis отсутствует коричневая кайма на хвосте.